# Gymnacranthera forbesii
Gymnacranthera forbesii är en tvåhjärtbladig växtart som först beskrevs av George King, och fick sitt nu gällande namn av Otto Warburg. Gymnacranthera forbesii ingår i släktet Gymnacranthera och familjen Myristicaceae. Utöver nominatformen finns också underarten G. f. crassinervis.